# 五唇兰
五唇兰（学名：Doritis pulcherrima），为兰科五唇兰属下的一个植物种。